# 泉鏡花
泉鏡花（日语：／ Izumi Kyōka，1873年11月4日—1939年9月7日），活躍於明治後期－昭和初期的日本小說家，出生於日本石川縣金澤市。本名泉鏡太郎。
1895年，泉鏡花发表的《夜间巡警》、《外科室》，被视为“观念小说”代表作。1900年，泉鏡花发表充满浪漫主义色彩的《高野聖》。
泉鏡花后又发表《妇系图》、《歌行灯》等小说。泉鏡花还著有《天守物语》、《棠棣花》、《战国新茶渍》等剧作，具有唯美主义倾向。
日本著名作家芥川龍之介、里見弴、川端康成、石川淳等人在文體上均受到泉鏡花的影響。

## 生平
日本新文学是在日本近代社会特定的历史条件下，在继承日本民族丰富多彩的文学遗产的基础上，吸收西方文学和中国古典文学的营养，随着日本整个国家的成长壮大而发展起来的。
由于战争使日本经济危机、社会矛盾日益加深，对不公正的现实感到愤慨，泉鏡花相信永恒的纯洁的爱的存在，开创了日本的“观念文学”。此后发表了一系列表现处于伪善横暴世界中的善良人性的作品。
他以追求美的观念和浪漫主义丰富了日本文学。

## 生涯
泉镜花父亲是雕金和象牙工艺师。1880年（明治13年）4月、泉鏡花入學市內養成小學校（現在的金澤市立馬場小學校）。1883年（明治16年）12月泉鏡花的母親過世（得年29歲）、對泉鏡花的衝擊很大，使泉鏡花的作品帶有「母性」和「女性」的色彩。
1887年（明治20年）自北陸英和學校退學，後來投考金澤專業學校未第，只好就讀井波私塾，從此出租書店成了他的課堂，借了許多的小說來閱讀，尤其喜歡尾崎紅葉的作品。
1889年（明治22年），他立定志願當小說家，前往東京想拜尾崎紅葉為師，但是不得其門而入；過了顛沛流離的生活，飽嚐下層人民的生活苦楚。直到11月，輾轉透過介紹才得以進入尾崎的門下。「鏡花」這個筆名即為入門時，提出一篇名為「鏡花水月」的小說，尾崎紅葉當場便以此為其命名。
1893年，泉鏡花在《京都日出新聞》上連載處女作《冠彌左衛門》，其中篇小說《義血俠血》除了在《讀賣新聞》上連載外，更改編成話劇《瀧白絲》，至今仍廣受大家的喜愛。1895年，泉鏡花发表《夜间巡警》和《外科室》，受到好评，被视为“观念小说”的代表作。
1900年问世的《高野圣》描写一个僧侶在山中遇難的故事，说明人在世上要受到不可抗拒的力量、鬼神的力量、佛教的力量的支配，充满浪漫主义的色彩。小说《妇系图》(1907)、《歌行灯》（1910），也就是他的最有代表性的作品。1909年，泉鏡花参加后藤宙外等人组织的文艺革新会，标榜反自然主义文学。大正年代发表了《天守物语》、《棠棣花》和《战国新茶渍》等剧本，被称为唯美主义戏剧的杰作。
1927年（昭和2年），以泉鏡花為核心人物，成立了談論文學的九九九會。
1937年（昭和12年），由於在文學上的卓越昭著而被遴選為帝國藝術院會員，被評價為在幻想文學的先驅。
1939年（昭和14年）7月，泉鏡花發表生前的最後作品《縷紅新草》，泉鏡花在完成《縷紅新草》的2個月後，於9月7日上午2時45分因癌性肺肿瘤去世，享年66歲。10日，葬禮在芝青松寺舉行，其遺體埋葬於雜司谷靈園。

## 軼聞
自青年時期起，泉鏡花以飲食上異常的潔癖而聞名，其對生食異常的敏感與排斥，甚至隨身攜帶酒精燈用以加熱酒與和菓子，晚年時，甚至嚴重到光是看到豆腐的「腐」字就會聯想到腐敗而感到厭惡，而堅持要把豆腐改名叫「豆府」的地步。

## 作品
- 夜行巡査
- 外科室
- 高野聖
- 婦系圖（婦系図）
- 日本橋
- 歌行燈
- 照葉狂言
- 草迷宮
- 龍潭譚
- 春昼、春昼後刻
- 風流線　續風流線
- 縷紅新草（泉鏡花生前的最後一個作品）

### 小說
- 由緣之女（由縁の女）
- 湯島之戀（湯島詣）
- 海的使者（海の使者）
- 星光
- 義血侠血（義血侠血）
- 眉隱靈（眉かくしの霊）

### 戲曲
- 天守物語
- 海神別莊（海神別荘）
- 夜叉池（夜叉ヶ池）

## 電影改作作品
- 滝の白糸
  - 1933年版（新興キネマ、溝口健二監督）出演・入江たか子、岡田時彦
  - 1946年版（大映、木村恵吾監督）出演・水谷八重子、夏川大二郎
  - 1952年版（大映）出演・京マチ子、森雅之
  - 1956年版（大映）出演・若尾文子、菅原謙二
- 婦系図
  - 1934年版（松竹）出演・田中絹代、岡譲二
  - 1942年版（東宝）出演・長谷川一夫、山田五十鈴
  - 1955年版（大映）出演・鶴田浩二、山本富士子
  - 1959年版（新東宝）出演・天知茂、高倉みゆき
  - 1962年版（大映）出演・市川雷蔵、万里昌代
- 歌行燈
  - 1943年版（東宝）出演・花柳章太郎、山田五十鈴
  - 1960年版（大映）出演・市川雷蔵、山本富士子
- 日本橋
  - 1929年版（日活、溝口健二監督）出演・岡田時彦、梅村蓉子
  - 1956年版（大映）出演・淡島千景、山本富士子、若尾文子
- 折鶴お千（1935年、松竹）出演・山田五十鈴、夏川大二郎
- 白夜の妖女（1957年、日活）出演・月丘夢路、葉山良二、滝沢修
- みだれ髪（1961年、大映）出演・山本富士子、勝新太郎
- 夜叉ヶ池（1979年、松竹）出演・坂東玉三郎、加藤剛、山崎努
- 陽炎座（1981年、日本ヘラルド映画）出演・松田優作、大楠道代、加賀まり子
- 草迷宮（1983年、東映）出演・三上博史、伊丹十三
- 外科室（1992年、松竹）出演・吉永小百合、加藤雅也、鰐淵晴子
- 天守物語（1995年、松竹）出演・坂東玉三郎、宍戸開、宮沢りえ

## 漫畫改作作品
- 波津彬子　『鏡花夢幻』 白泉社文庫、2000 （『天守物語』、『夜叉ヶ池』、『海神別荘』収録）
- わたなべまさこ　『夜叉ケ池―わたなべまさこ恐怖劇場 4』 双葉文庫、2004 （『夜叉ヶ池』、『高野聖』、『註文帳』収録）
- 水木しげる　『水木しげるの泉鏡花伝』 小学館、2015 （『高野聖』、『黒猫』収録）
- 波津彬子　『幻想綺帖　一』 白泉社文庫、2016 （『雪訪い』（原作：『第二菎蒻本』）、『化鳥』収録）

## 繪本改作作品
- 泉鏡花作、中川学画、東雅夫監修 『絵本 化鳥』 国書刊行会、2012

## 傳記
- 『新潮日本文学アルバム 22 泉 鏡花』 新潮社、1985
- 村松定孝 『泉鏡花研究』 冬樹社、1974。有精堂出版（定本版）、1996
  - 『あぢさゐ供養頌　わが泉鏡花』 新潮社、1988
  - 『ことばの錬金術師　泉鏡花』 現代教養文庫、1973、復刊1993
- 巖谷大四 『人間泉鏡花』 東京書籍〈東書選書〉、1979、オンデマンド版2000。福武文庫、1988
- 竹田真砂子 『鏡花幻想』 講談社、1989。講談社文庫、1994
- 福田清人・浜野卓也 『泉鏡花 人と作品』 清水書院、新装版2017
- 種村季弘『水の迷宮』国書刊行会、2020。作品解説。

## 外部連結
- 泉鏡花記念館 （页面存档备份，存于） - 金沢文化振興財団
  - 泉鏡花 | 泉鏡花記念館 （页面存档备份，存于） - 金沢文化振興財団
- 泉鏡花を読む （页面存档备份，存于）
- 泉鏡花『鏡の花』泉鏡花全作品を正字、縦書,総ルビで讀めます。 （页面存档备份，存于）
- 第8章　文芸家（1） | あの人の直筆 （页面存档备份，存于） - 国立国会図書館
- 泉鏡花ゆかりの寺 （页面存档备份，存于）｜日蓮宗 普香山 蓮昌寺
- 泉鏡花 （页面存档备份，存于） - 千代田区観光協会